# Scheldeprijs 2011
Deze 99e editie van de Scheldeprijs werd verreden op woensdag 6 april 2011, met (officieuze) start in Antwerpen en aankomst in Schoten, over een afstand van 200 kilometer. Deze editie maakte deel uit van de UCI Europe Tour 2011.
Mark Cavendish won de 99e editie van de Scheldeprijs. De renner van HTC-Highroad was in finishplaats Schoten de snelste in de massasprint. Hij bleef Denis Galimzjanov (tweede) en nummer drie Jawhen Hoetarovitsj ruim voor. De Nederlander Stefan van Dijk van het kleine Willems-Veranda's finishte als vierde. Cavendish won de Scheldeprijs ook al in 2007 en 2008. Na de start op de Grote Markt van Antwerpen was al snel duidelijk dat de 200 kilometer lange koers opnieuw zou uitdraaien op een eindsprint.

## Deelnemende ploegen
Er namen 24 ploegen deel van elk 8 renners, wat het totaal aantal deelnemers bracht op 192.
| ProTeam                                                                              | ProTeam                                                                 | ProTeam                                                                     | Professioneel continentaal                                          | Professioneel continentaal                                                     |
| AG2R-La Mondiale BMC Racing Team Euskaltel-Euskadi Garmin-Cervélo Team HTC-High Road | Team Katjoesja Rabobank Lampre-ISD Team Leopard-Trek Omega Pharma-Lotto | Quick Step Saxo Bank-Sungard Sky ProCycling Team RadioShack Vacansoleil-DCM | Team NetApp Acqua & Sapone Cofidis Team Europcar Française des Jeux | Landbouwkrediet Saur-Sojasun Topsport Vlaand.-Mercator Verandas Willems-Accent |

## Uitslag
| Scheldeprijs 2011 |                     |                         |          |
| Plaats            | Naam                | Ploeg                   | Tijd     |
| Winnaar           | Mark Cavendish      | Team HTC-High Road      | 4u29'57" |
| 2                 | Denis Galimzjanov   | Team Katjoesja          | z.t.     |
| 3                 | Jawhen Hoetarovitsj | Française des Jeux      | z.t.     |
| 4                 | Stefan van Dijk     | Verandas Willems-Accent | z.t.     |
| 5                 | Robbie McEwen       | Team RadioShack         | z.t.     |
| 6                 | Francesco Chicchi   | Quick Step              | z.t.     |
| 7                 | Alexander Kristoff  | BMC Racing Team         | z.t.     |
| 8                 | Theo Bos            | Rabobank                | z.t.     |
| 9                 | Fréderique Robert   | Quick Step              | z.t.     |
| 10                | Kenny van Hummel    | Skil-Shimano            | z.t.     |

Mannen: 1907 · 1908 · 1909 · 1910 · 1911 · 1912 · 1913 · 1914 · 1915 · 1916 · 1917 · 1918 · 1919 · 1920 · 1921 · 1922 · 1923 · 1924 · 1925 · 1926 · 1927 · 1928 · 1929 · 1930 · 1931 · 1932 · 1933 · 1934 · 1935 · 1936 · 1937 · 1938 · 1939 · 1940 · 1941 · 1942 · 1943 · 1944 · 1945 · 1946 · 1947 · 1948 · 1949 · 1950 · 1951 · 1952 · 1953 · 1954 · 1955 · 1956 · 1957 · 1958 · 1959 · 1960 · 1961 · 1962 · 1963 · 1964 · 1965 · 1966 · 1967 · 1968 · 1969 · 1970 · 1971 · 1972 · 1973 · 1974 · 1975 · 1976 · 1977 · 1978 · 1979 · 1980 · 1981 · 1982 · 1983 · 1984 · 1985 · 1986 · 1987 · 1988 · 1989 · 1990 · 1991 · 1992 · 1993 · 1994 · 1995 · 1996 · 1997 · 1998 · 1999 · 2000 · 2001 · 2002 · 2003 · 2004 · 2005 · 2006 · 2007 · 2008 · 2009 · 2010 · 2011 · 2012 · 2013 · 2014 · 2015 · 2016 · 2017 · 2018 · 2019 · 2020 · 2021 · 2022 · 2023 · 2024 · 2025
Vrouwen: 2021 · 2022 · 2023 · 2024 · 2025